# 瀬名俊介
瀬名 俊介（せな しゅんすけ）は、日本の音楽家である。ソニー・ミュージックパブリッシング所属。別名、アイルトン瀬名。

## 経歴
東京大学法学部卒業。1996年（平成8年）に『マルガリータ・リタルダンド』を結成し、キーボード・ギター・打ち込み・コーラス・作詞・作曲を担当した。その後『Rita Rit.』と改名、1999年（平成11年）にEMIミュージック・ジャパンよりメジャー・デビューした。『Rita Rit.』は2001年（平成13年）に活動を停止し、瀬名はその後、「SENAX」名義でゲーム音楽（コナミ『pop'n music』など）やリミックス（吉田兄弟「Storm」など）を手がけた。
イギリスに渡った瀬名は2008年（平成20年）、ブルーマンデーFMを結成、翌年12月にはブルーマンデーFMのデビューアルバム（シーズン・ワン 月曜朝7時49分）を発表した。

## 作品

### シングル
Rita Rit.名義作品
- Undo（1999年7月7日）
- ハピネス（1999年10月8日）
- 冬・メリーゴーランド（1999年12月22日）
- Eyes（2000年12月6日）

### アルバム
ブルーマンデーFM名義作品
- ブルーマンデーFM (1) (シーズン・ワン 月曜朝7時49分)（2009年12月16日）

### その他
pop'n music向け SENAX名義
- [CLUB JAZZ REMIX] -Betty Boo(pop'n music7)
- [PHILLY SOUL] -ヨコシマ・カラー・ベイビー(pop'n music9)
- [URBAN MELLOW POP] -Psychology(pop'n music15)

リミックス
- [Storm 吉田兄弟]　SENAX名義

## 楽曲提供
AKB48関連
- AKB48
  - 「今、Happy」（作曲）
  - 「清純タイアド」（作曲）

- HKT48
  - 「女の子だもん、走らなきゃ!」（作曲）

スターダストプロモーション関連
- 3B junior
  - 「Fragile Stars」（作詞）

- てんかすトリオ
  - 「永遠のトリニティー」（作詞）

新妻聖子
- 「swanlake」（作曲・編曲）

Hi!Sperb
- 「Jump the History」（作詞・共作曲）

あっとせぶんてぃーん
- 「さよならは、はじまりの朝に」（作詞・作曲・編曲）
- 「ばたふらい」（作詞・作曲）